# Jacob Krebs
Jacob Krebs (* 13. März 1782 in Orwigsburg, Schuylkill County, Pennsylvania; † 26. September 1847 ebenda) war ein US-amerikanischer Politiker. In den Jahren 1826 und 1827 vertrat er den Bundesstaat Pennsylvania im US-Repräsentantenhaus.

## Werdegang
Jacob Krebs besuchte die öffentlichen Schulen seiner Heimat und betätigte sich danach in der Landwirtschaft. Politisch war er Mitglied der Demokratisch-Republikanischen Partei. In den 1820er Jahren schloss er sich der Bewegung um den späteren Präsidenten Andrew Jackson an.
Nach dem Tod des Abgeordneten Henry Wilson wurde Krebs bei der fälligen Nachwahl als dessen Nachfolger in das US-Repräsentantenhaus in Washington, D.C. gewählt, wo er am 4. Dezember 1826 sein neues Mandat antrat. Bis zum 3. März 1827 konnte er die laufende Legislaturperiode im Kongress beenden. Nach seiner Zeit im US-Repräsentantenhaus arbeitete Krebs wieder in der Landwirtschaft. Er starb am 26. September 1847 in seinem Geburtsort Orwigsburg.